# ألاغواس
ألاغواس (بالبرتغالية: Alagoas‏) هي إحدى ولايات البرازيل السبع والعشرين، وتقع في الجزء الشرقي من المنطقة الشمالية الشرقية. تحدها ولاية بيرنامبوكو (الشمال والشمال الغربي)؛ سيرجيبي (الجنوب)؛ باهيا (الجنوب الغربي)؛ و المحيط الأطلسيي (الشرق). وتبلغ مساحتها 27,767 كيلومتر مربع، وهي أكبر قليلا من دولة هايتي. عاصمتها هي مدينة ماسايو.
تتكون الولاية من 102 بلدية وأكبر مدنها هي ماسايو، أرابيراكا، بالميرا دوس إنديوس، ريو لارغو، بينيدو، يونيائو دوس بالميراس، ساو ميغيل دوس كامبوس، سانتانا دوايبانيما، دلميرو غوفيا، كوروريبي، ماريشال ديودورو، وكامبو أليغري .
ألاغواس هي ثاني أصغر ولايات البرازيل (بعد سيرغيبي) والسادسة عشرة من حيث عدد السكان، وهي إحدى أكبر منتجي قصب السكر وجوز الهند في البلاد ولديها اقتصاد قائم على تربية الماشية.
ألاغواس هي موطن سورورو (أو بلح بحر تشارو)، وهو محار بحيرات ويعتبر غذاء لسكان السواحل، وكذلك ماء جوز الهند، ولها تراث شعبي غني.
في البداية، شكل إقليم ألاغوانو الجزء الجنوبي من نقابية بيرنامبوكو ونالت الحكم الذاتي في عام 1817. وقاد احتلال المنطقة للتوسع في زراعة قصب السكر إلى الجنوب، والذي تطلب تخصيص أراضي جديدة للزراعة. وهكذا نشأت مدن بورتو كالفو، ألاغواس (وهي الآن ماريشال ديودورو)، بينيدو، والتي أرشدت بها عملية الاستعمار والحياة الاجتماعية والاقتصادية في المنطقة لزمن طويل.
امتد الغزو الهولندي في بيرنامبوكو نحو ألاغواس في عام 1631. تم طرد الغزاة في عام 1645، بعد قتال عنيف في بورتو كالفو، ما أضر باقتصاد المنطقة.
أدّى فرار العبيد الأفارقة خلال الغزو الهولندي إلى نقص اليد العاملة بشكل كبير في مزارع قصب السكر. اجتمع العبيد الأفارقة في مجموعة قرى تدعى كيلومبوس، ولم يتم إخضاع الأفارقة تماما إلا في نهاية القرن السابع عشر مع تدمير أهم مدن الكويلومبو، وهي بالميراس.
في عهد الإمبراطورية، تلقت الحركات الانفصالية والجمهورية في اتحاد خط الاستواء (1824) الدعم من شخصيات بارزة من ألاغواس. وطغى الصراع على المشهد السياسي في أربعينات القرن الثامن عشر، وذلك بين والمحافظين (أو lisos وتعني حرفيا المستقيمين)، والليبراليين (أو cabeludos وتعني حرفيا المشعرين).
في بداية القرن العشرين، قام دلميرو غوفيا، وهو رجل أعمال من برنامبوكو، بإنشاء مصنع استريلا للخيوط في المناطق النائية في ألاغواس، والذي كان ينتج أكثر من 200 بكرة خيوط يوميا. قتل دلميرو غوفيا في أكتوبر 1917 في ظروف لا تزال غامضة، وتقول الشائعات أنه قتل بعد ضغوط ليبيع مصنعه للشركات الأجنبية المنافسة. بعد وفاته، تم تدمير آلاته وألقيت في شلالات ساو أفونسو.
لقبت الولاية أرض المشيرين (Terra dos Marechais)، لكونها مسقط رأس ديودورو دا فونسيكا وفلوريانو بيكسوتو، كما كانت ألاغواس موطن العديد من مشاهير البرازيليين بينهم هي عالم الأنثروبولوجيا آرثر راموس، المايسترو هيكيل تافاريس، والعالم اللغوي أوريليو بواركي دي هولاندا، الموسيقار دجافان والشاعر جورجي دي ليما، والفقهاء القانونيين بونتيس دي ميراندا وماركوس بيرنانديس دي ميلو، إلى جانب الكتاب ليدو إيفو وغراسيليانو راموس.

## أعلام
- زومبي دوس بالماريس